# Борислав Абаджиєв
Борислав Стефанов Абаджиєв (болг. Борислав Стефанов Абаджиев); 14 жовтня 1963, Видин) — болгарський боксер, чемпіон Європи, призер чемпіонатів світу та Європи серед аматорів.

## Аматорська кар'єра
На чемпіонаті Європи 1985 завоював бронзову медаль в категорії до 67 кг.
- В 1/8 фіналу переміг Брендана О'Гара (Ірландія) — 5-0
- У чвертьфіналі переміг Торстена Шмітца (НДР) — 3-2
- В півфіналі програв Ісраелу Акопкохяну (СРСР) — 0-5

На чемпіонаті світу 1986 завоював бронзову медаль в категорії до 63,5 кг.
- В 1/16 фіналу переміг Даріуша Черного (Польща) — 3-2
- В 1/8 фіналу переміг Луїса Барретто (Бразилія) — 5-0
- У чвертьфіналі переміг Стефана Чирока (Чехословаччина) — 5-0
- В півфіналі програв Говарду Гранту (Канада) — 2-3

На чемпіонаті Європи 1987 став чемпіоном в категорії до 63,5 кг.
- В 1/16 фіналу переміг Мірко Пузовича (Югославія) — 4-1
- В 1/8 фіналу переміг Абдуллу Гуеттарі (ФРН) — 5-0
- У чвертьфіналі переміг Марка Елліотта (Англія) — 3-2
- В півфіналі переміг Сьорена Сондергаарда (Данія) — 4-1
- У фіналі переміг В'ячеслава Яновського (СРСР) — 3-2

На Кубку світу 1987 програв у першому бою Канделаріо Дуверхель (Куба) — 0-5.
На Олімпійських іграх 1988 в категорії до 63,5 кг програв у першому бою Вукашину Добрасиновичу (Югославія) — 2-3.
На чемпіонаті Європи 1989 завоював срібну медаль в категорії до 67 кг.
- В 1/8 фіналу переміг Франциска Ваштаг (Румунія) — 3-2
- У чвертьфіналі переміг Дімітріоса Моцакоса (Греція) — 5-0
- В півфіналі переміг Лоранта Сабо (Угорщина) — 4-1
- У фіналі програв Зігфріду Менерту (НДР) — 1-4

На Кубку світу 1990 програв у першому бою Хуану Ернандес Сьєрра (Куба) — RSC 3.
На чемпіонаті Європи 1991 програв у першому бою Біллі Волшу (Ірландія).